# Sacerdotalismo
Sacerdotalismo es un término aplicado a la tendencia en la que, de vez en cuando se encuentra en algunas comunidades cristianas, opera el traspaso de las funciones, la dignidad y la influencia de los miembros del cuerpo político al ministerio del sacerdocio y al ámbito de la Iglesia, sin que al aceptarlas, ésta crea salirse de los deberes religiosos de su carga ministerial y sin que quiera usurpar las funciones públicas.
De acuerdo con M. Prelot, el sacerdotalismo no es una doctrina de las relaciones entre la Iglesia y el Estado, sino una concepción diferente de la sociedad política misma, diferente del Estado. El poder supremo es ejercido por la autoridad religiosa. Esta no solamente posee una superioridad moral, sino que se arroga las atribuciones fundamentales de la soberanía política: la institución y la jurisdicción. La jerarquía eclesiástica establece y juzga el poder civil que cesa de ser independiente.
Ciertos hombres consagrados a Dios por el sacramento del orden tienen sobre los demás, por institución divina, el más eminente poder que pueda existir. La base lógica del poderío pontificio es incontestable para un creyente. Los poderes de la Iglesia son los de Cristo. El sacerdocio tiene, pues, la plenitudo potestatis en el dominoo espiritual. Se transforma en "sacerdotalismo" cuando se extiende a lo temporal negando a éste un valor propio y confiriéndole eticidad. Hay así no solamente subordinación de lo temporal a lo espiritual sino interpenetración que termina con la inclusión del primero en el segundo, o más bien con la ausencia de comunicación entre uno y otro. En principio, el poder espiritual supereminente ejerce su jurisdicción sobre el poder temporal cuando aquel está en juego. Mas para el sacerdotalismo, el espiritual está en juego constantemente. Cada actividad temporal tiene por su origen y su implicancia una trascendencia espiritual.
Los intereses políticos están estrechamente mezclados con los religiosos o, más exactamente, no existen intereses políticos autónomos.

## El sacerdotalismo medieval
La actuación de la Iglesia Cristiana en la Edad Media representa un caso exponencial de sacerdotalismo, en el marco del llamado "agustinismo político". Sobre la base de un predominio espiritual, fue absorbiendo funciones que correspondían a las autoridades civiles. Por caso, en el siglo IX la paz se convirtió en una materia religiosa, más que política. El Papa Nicolás I reivindicó el derecho de poner orden en todas partes y nadie podía convencerlo de su actitud usurpadora. La absorción del derecho natural del gobernante mundano en una justicia más elevada lleva a la exaltación del pontificado que, por institución divina, es el la tierra su heraldo principal.
Para M. Prelot, el régimen político medieval no puede ser calificado apropiadamente de "teocracia" porque de acuerdo a la etimología verbal y a la historia doctrinal, la teocracia es el gobierno directo o indirecto de Dios, en su forma inmediata, que solamente el pueblo de Israel ha conocido. Ello supone una intervención sobrenatural constante; en su forma mediata es el gobierno de los inspirados por Dios o de los jefes designados directamente por él. Toma entonces la fisonomía de profetismo político o del derecho divino sobrenatural, según la concepción absolutista que confiere su corona a los reyes. Ahora bien, ninguna de esas concepciones es aplicable a la pretendida teocracia medieval, dado que estarían en contra de la tesis de los papas según la cual la corona procede de una concesión pontificia que permite también quitarla.
También rechaza el uso del término "hierocracia", propuesto por Marcel Pacaut, ya que sus resonancias bizantinas sugieren mal un conjunto de nociones concernientes sobre todo a Europa Occidental.

## Enlaces relacionados
- Agustinismo político
- Poder temporal
- Clericalismo
- Teocracia
- Hierocracia